# Brice Dahité
Brice Jefferson Dahité (21 giugno 1991) è un calciatore francese, attaccante dell'Hienghène Sport e della Nazionale neocaledoniana.

## Carriera

### Nazionale
Ha debuttato in Nazionale il 26 marzo 2016, nell'amichevole Vanuatu-Nuova Caledonia (2-1). Ha messo a segno la sua prima rete con la maglia della Nazionale il 1º giugno 2016, in Nuova Caledonia-Samoa (7-0). Ha partecipato, con la Nazionale, alla Coppa delle nazioni oceaniane 2016.

## Palmarès

### Club

#### Competizioni internazionali
- OFC Champions League: 1

Hienghène Sport: 2019